# Історія однієї грекині
«Істо́рія одніє́ї греки́ні» (фр. Histoire d'une Grecque moderne) — любовно-психологічний роман французького письменника Антуана Франсуа Прево, виданий в 1740 році. Твір розповідає про кохання французького посла до рабині з турецького гарему, про її шлях до благочестя. В основу сюжету покладена реальна історія Шарлотти Аїссе — черкеської наложниці, викупленої з турецького полону французьким дипломатом Шарлем де Ферріолем.

## Історія
З 1736 по 1740 рік абат Прево видавав літературний журнал «За і проти», в якому друкував переважно власні твори, для написання яких нерідко користувався документальними матеріалами свого часу (газетною хронікою, мемуарами тощо). При створенні цього роману письменник також використав документальні джерела: загальновідомий в його часи життєпис Шарлотти Аїссе, мемуари Ла Мотре й «Історію Оттоманської імперії», написану молдовським господарем Димитрієм Кантеміром. «Історію однієї грекині» він видав наприкінці 1740 року в Парижі без зазначення авторства, з неточною вказівкою місця видання і видавця («Амстердам, у Франсуа Деборда»), а також без дозволу цензури. Цю анонімність могла спричинити заборона на його попередній популярний твір — роман «Манон Леско».
«Історія однієї грекині» була схвально прийнята публікою і не набула такої скандальної відомості як «Манон Леско», тому вже у 1741 році в Амстердамі вийшло друге видання, в якому ім'я автора було зазначено. Пізніше «Історію однієї грекині» неодноразово видавали як окремими книгами, так і в складі збірок творів абата Прево. Втім, роман довго залишався надбанням лише французької літератури, іншими мовами його перекладали неохоче (наприклад, перше російське видання побачило світ лише в 1975 році).

## Сюжет
Оповідач — французький посол у Константинополі, ім'я якого залишається читачу невідомим. Він ласий до жіночих принад, але враховуючи особливості турецької культури, стримує свої поривання. З огляду на цю скромність його друг, паша Шерибер, запрошує оповідача до власного гарему. Там посол розповідає грецькій рабині про високе становище, яке займають жінки в європейський країнах. За кілька днів він отримує від неї листа, в якому дівчина просить визволити її з неволі. Щоби не скомпрометувати себе, посол купує рабиню через свого друга силяхтара. Той виконує прохання посла, але сам закохується в юну красуню. Звільнена рабиня прибирає ім'я Теофея. Посол, не переймаючись її красою, залишає дівчину в домі вчителя: він дарує їй повну свободу і хоче дати їй базову освіту, оскільки та демонструє кмітливість і доброчесність — риси, рідкісні серед турецьких наложниць.
Дівчина розповідає йому історію свого життя: батько продав її шестирічною до гарему одного високопосадовця, але поки дівчина росла вирішив «переукласти» домовленість з сином господаря. Той взяв Теофею за коханку, а коли покупець дівчини про це дізнався, син у запалі сварки вбив отця. Усі учасники скандалу (син вельможі, Теофея та її батько) втекли, але в Константинополі теофеїного батька раптом заарештували і стратили за давньою справою про викрадення жінки і дочки грецького вельможі Кондоїді. Осиротіла дівчина, яка крім гаремного життя нічого не знала, сама прийшла на базар невільниць і «продалася» паші Шериберу. Після розповіді французького посла вона усвідомила ганебність своєї поведінки і вирішила спокутувати гріх доброчесним життям.

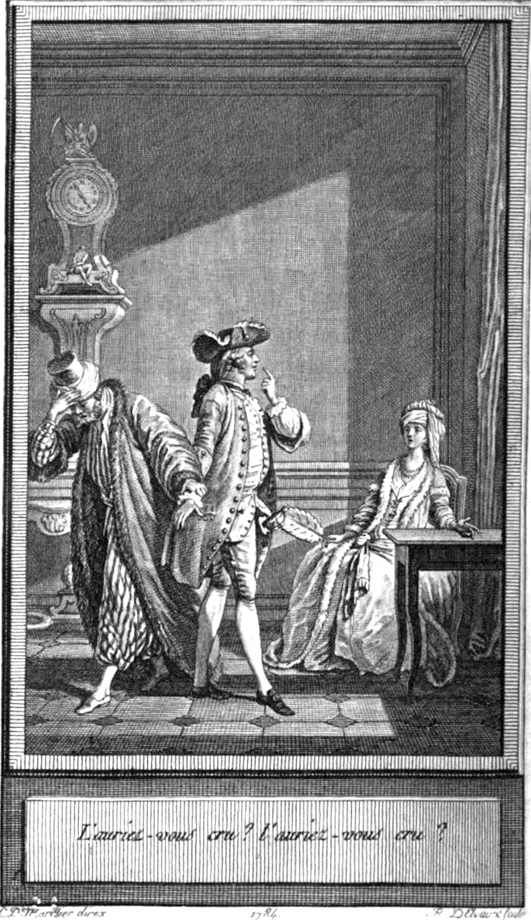
Ілюстрація до видання 1784 року: Теофея відмовляється від пропозиції стати законною жінкою силяхтара.

Посол не вірить, що жінка такого ґатунку, здатна утримуватись від сексуальних зносин, тому пропонує Теофії життя на утриманні в своєму заміському будинку. Тим часом силяхтар починає упадати за дівчиною, але та залишається незворушною до його залицянь. Теофея відмовляє і послу, однак той сподівається, що це тимчасова відмова. Посол припускає, що Теофея — викрадена дочка Кондоїді. Він представляє дівчину родині греків, однак ті рішуче відмовляються визнати її. Теофея намагається виїхати в Європу, але в порту молодший син Кондоїді — Синесій — визнає себе її братом. Посол повертає недосвідчену «втікачку» до свого заміського будинку, а також бере на поруки Синесія. Синесій закохується в сестру на тій підставі, що не впевнений у її сестринському статусі. Випадково зустрівшись в кімнаті пасії, силяхтар і Синесій зчиняють бійку. Силяхтар важко ранить Синесія.
Тим часом за порадою Теофеї посол викупляє з неволі італійку та її коханця — мальтійського лицаря. Пара оселяється в заміському будинку посла, знайомиться із Синесієм. Разом молоді люди планують замешкати в одному з маєтків Синесія, але посол, який не на жарт запалився коханням до Теофеї, перешкоджає їм. Через дипломатичне непорозуміння, що сталося під час святкування дня народження французького короля, посла відкликають до Парижа. Він забирає Теофею з собою. В дорозі вона надає знаки уваги подорожньому графові, це розпалює ревнощі посла. Напівдорозі в Теофею закохується син негоцианта, але дівчина відкидає його залицяння. В Парижі вона знайомиться ще з двома молодиками, які упадають за нею щодня. Її поведінка в окремих моментах стає компрометуючою, посол підозрює, що начебто доброчесна дівчина зраджує своєму благодійникові прямо під дахом його будинку. Але Теофея вкотре доводить, що є жертвою наклепу. Оповідач залишає читачу визначити, ким насправді була ця дівчина — хитрою ошуканкою чи наверненою на шлях благочестя новою «Марією Магдалиною».

## Аналіз твору
В основу роману абат Прево поклав історію взаємин Шарлотти Аїссе з графом Шарлем де Ферріолем. Граф служив французьким послом в Константинополі. Зустрівшись в гаремі з черкеською рабинею, він доклав зусиль, щоби визволити її з неволі, привезти до Парижа і дати їй добре виховання. Шарлотта швидко засвоїла європейську культуру, стала бувати у світських салонах, листувалась з літераторами. Сучасники по-різному тлумачили опіку де Ферріоля: одні припускали, що чоловік робив це заради кохання, інші стверджували, що граф виховував Аїссе з суто альтруїстичних причин. Шарлотта у своїх мемуарах згадувала графа з палкою вдячністю, але заперечувала сексуальні зв'язки з де Ферріолем. Пізніше вона народила позашлюбну дитину від мальтійського лицаря. Померла Аїссе молодою у 1733 році, ледь досягши сорокаріччя. Її мемуари побачили світ наприкінці XVIII століття.
Отже Антуан Франсуа Прево був знайомий з історією Шарлотти Аїссе ще до офіційного видання цих спогадів. В «Історії однієї грекині» письменник відтворив першу, найбільш романтичну, частину життя Аїссе. Друга частина її життя (позашлюбний зв'язок з лицарем) знайшла відбиток у бічній сюжетній лінії роману, в якій описано історію кохання італійки Марії Розеті і лицаря мальтійського ордену. Головну героїню письменник змалював схожою на Шарлотту Аїссе: чарівно вродливою (у XVIII сторіччі черкеські жінки вважалися еталоном краси), граційною, ніжною, веселою, але вдумливою і цнотливою. Автор також доклав зусиль, щоби правдиво змалювати портрет головного героя. Наприклад, епізод, в якому посол під час святкування дня народження короля наказав гатити з гармат всупереч забороні візира, узятий з документальної «Історії Оттоманської імперії» Димитрія Кантеміра. У передмові, автор зазначив, що знайшов рукопис «серед паперів людині, добре знаної в світі». В такий опосередкований спосіб він натякає на особу головного героя, водночас, зберігаючи анонімність оповідача. Крім того, в портреті головного героя абат Прево відтворив усі версії, відомі за його життя щодо взаємин де Ферріоля й Аїссе. Через це головний герой роману то спалахує до Теофеї коханням і ревнощами, то зрікається любовних пожадань на користь альтруїстичної дружби. Це робить його вдачу дещо суперечливою, а саму оповідь перетворює на сповідь, в якій читачу пропонується зробити психологічний аналіз відносин головних героїв.
Абат Прево уникнув модної в його часи манери опису далеких країн, в якій подаються докладні картини чужоземного побуту, етнічних традицій, змальовуються екзотичні пейзажі. Хоча такого стилю дотримувались популярні філософи Вольтер і Монтеск'є, автор «Історії однієї грекині» знехтував описовими подробицями, в його романі практично відсутні пейзажні картини, описи турецьких звичаїв, згадки про час дії та часові проміжки у сюжетних подіях. Це надає «Історії однієї грекині» камерного характеру, у читача виникає враження, що всі події розгортаються в стислому просторі попри те, що письменник згадує про зміну місця дії (Константинополь, село Орю, постоялий двір, Париж). У передмові Прево навіть зазначив, що зумисне уникав місцевого колориту, замінюючи турецькі слова на французькі відповідники («базар» на «ринок», «гарем» на «сераль»). Разом з тим, як духовна особа абат Прево надав моральну оцінку елементам чужоземних культур: словами головного героя він категорично засудив сексуальну експлуатацію жінок у мусульманських країнах, розкритикував неефективне судочинство, а також відмітив лицемірство православних священнослужителів («Я помічав у них чимало відхилень від основоположних начал, тому їх об'єднує тільки те, що звуться вони християнами і легко вибачають один одному свої помилки»).
Хоча головна героїня твору Теофея, роман фактично оповідає не стільки про історію її життя, скільки про еволюцію почуттів оповідача — французького посла. У творі послідовно змальоване холодне відношення головного героя до чужої жінки та ще й такої, що побувала не в одному гаремі; поступове потепління почуттів і поява поваги до дівчини, яка критично поставилася до свого життя і прагне до доброчесності; ліниве кохання в розрахунку на легкий поступ жінки, що звикла до сексуальної експлуатації; і нарешті палку любов, здатну до самозречення і обмежень, яка зазнає невдачі. Окрім внутрішніх суперечностей, що роздирають душу посла, загадковою залишається у поведінка Теофеї. Автор неодноразово дає читачу «компрометуючий матеріал» супроти головної героїні і сам же в усіх епізодах пояснює її незрозумілу поведінку доброчесними причинами. В цьому постать Теофеї схожа на Манон Леско — розбещену жінку зі скандально відомого однойменного роману письменника, яка занапастила себе і розбила життя коханцю через наївний егоїзм. Теофею з Манон Леско поєднує також аура фатальності: обидві героїні причаровують своєю красою майже кожного зустрічного чоловіка і роблять це без жодних зусиль зі свого боку; всі відкинуті ними залицяльники тяжко страждають. У прикінцевій частині «Історії» абат Прево не розповідає про розв'язання нещасливих відносин, але натякає на їхню драматичність (головний герой вже тяжко хворий і майже прикутий до ліжка, Теофея бажає піти до монастиря).